# James Eights
James Eights (Albany, 1798 – Ballston, 22 giugno 1882) è stato un esploratore, scienziato, fisico, artista, storico e scrittore statunitense.

## Biografia
James Eights è il figlio secondogenito del dottor Jonathan Eights e Alida Wynkoop Eights.
Esistono poche informazioni sui suoi primi anni di vita e persino il suo anno di nascita risulta incerto. Nemmeno il fatto che sia nato ad Albany è certo nonostante esistano diversi suoi disegni che la raffigurano.
Gli unici documenti storici sono il certificato di battesimo conservato nella Coeymans Reformed Church datato 1 maggio 1799 e il certificato di morte, conservato all'Albany Rural Cemetery, datato 22 giugno 1882.
Non esistono nemmeno documenti riguardanti la sua educazione, pertanto si crede sia stato educato a casa con l'aiuto di un tutor. Sebbene esista la possibilità che sia stato uno studente dell'Albany Academy (fondata nel 1813) non esistono evidenze di tale fatto e, nonostante si riferisca spesso a se stesso con il termine di "Dottor Eights", non vi sono documenti ufficiali che ne attestino la laurea in medicina.

## Il canale Eire
Il termine di dottore era associato al suo nome già prima del tour del canale Eire portato avanti dagli studenti della Rensselaer School di Eaton nel 1826 in cui venne coinvolto anche Eights. La sua fama ebbe inizio infatti grazie ad uno studio geologico e agricolo dei terreni lungo il canale portato avanti nel 1822 sotto la direzione del governatore DeWitt Clinton.
L'indagine fu commissionata da Stephen Van Rensselaer al professor Amos Eaton e fu proprio grazie ad una lettera spedita a quest'ultimo da Theodric Romeyn Beck, amico del padre di James, che questi ebbe l'opportunità di partecipare al progetto.
Lo studio era incentrato sullo studio approfondito di rocce, suolo, minerali, piante e metodi di coltivazione su entrambi i lati del canale fino ad una distanza di 10 miglia dalle sue sponde. I risultati, inclusa la mappa geologica, le sezioni e disegni del canale fatti da Eights furono pubblicati nel 1828.

## Liceo di storia naturale di Albany
L'Albany Lyceum of Natural History fu riconosciuto dallo stato di New York il 23 aprile 1823 e i suoi membri fondatori furono: Stephen Van Rensselaer (presidente), Theodoric Romeyn Beck (vicepresidente), Simeon De Witt Bloodgood, Lewis C. Beck, Matthew Henry Webster (curatore), Lrederick Matthews, James Eights (curatore e disegnatore) e Richard Varick De Witt (curatore).
Tra le attività da lui svolte troviamo:
- il ritrovamento di esemplari di Erythronium albidwn sulle sponde dell'Hudson (9 giugno 1823)
- “Drawings of Trilobites, from the plates & according to the Classification of Brogniart, with a copy of a Cast in the Collection of the Lyceum." (1 settembre 1824)
- la catalogazione di librerie e collezioni
- il ritrovamento di diversi fossili

## Spedizione Palmer-Pendleton (1829-1831)
Fu grazie ad Amos Eaton e Rensselaer che Eights, già membro del Lyceum of Natural History di New York, ottenne un posto come naturalista nella prima spedizione statunitense alla scoperta dell'oceano antartico partita il 21 ottobre 1829. La spedizione, finanziata da Jeremiah N. Reynolds, prevedeva l'impiego di due brigantini - Annawan e Seraph, sotto il comando rispettivamente di Benjamin Pendleton e Nathaniel B. Palmer - e dalla scuna Penguin comandata da Alexander Palmer.
Durante la spedizione Eights si occupò della catalogazione di flora e fauna dei territori raggiunti. Fu lui a descrivere il primo fossile vegetale mai rinvenuto nella regione antartica, ossia la sezione di frammento di albero carbonizzato incluso in un conglomerato basaltico Nelle Isole Shetland Meridionali scoprì una nuova specie di Pycnogonida fino ad allora sconosciuta e descrisse il fenomeno dei massi erratici. A Eights si devono anche i primi campioni da erbario di flora antartica, rappresentati da campioni dei muschi Polytrichastrum alpinum e Sanionia uncinata, raccolti sull'Isola di re Giorgio, situata circa 160 km a nord della penisola Antartica.